# 596
Évszázadok: 5. század – 6. század – 7. század
Évtizedek: 540-es évek – 550-es évek – 560-as évek – 570-es évek – 580-as évek – 590-es évek – 600-as évek – 610-es évek – 620-as évek – 630-as évek – 640-es évek
Évek: 591 – 592 – 593 – 594 –  595 – 596 – 597 – 598 – 599 – 600 – 601

## Események

### Bizánci Birodalom
- Az előző évi sikertelenségük miatt az avarok nem a bizánci területek, hanem a Frank Birodalom ellen indítanak zsákmányszerző portyát. A bizánciak Markianopoliszból (Várna mellett) kiindulva a szlávok ellen indítanak hadjáratot az Al-Dunánál.
- II. Küriakoszt szentelik fel Konstantinápoly pátriárkájává.

### Európa
- Megmérgezik a 26 éves II. Childebert frank királyt és fiatal feleségét, Faileubát. Országát szétosztják két fia között: az idősebb II. Theudebert Austrasiát, II. Theuderic pedig Burgundiát örökli. A kiskorú fiúk helyett nagyanyjuk, Brünhilda kormányoz régensként. Brünhilda sarcot fizet a Thüringiába betörő avaroknak.
- A kiskorú II. Chlothar neustriai király és anyja, Fredegund bevonul Párizsba, amelyet elvben Austrasiával közösen birtokol. A laffauix-i csatában visszaverik az autrasiai-burgundiai sereg támadását.

## Születések
- Kótoku, japán császár

## Halálozások
- II. Childebert frank király (* 570)
- Avenches-i Marius, püspök és történetíró

## Fordítás
- Ez a szócikk részben vagy egészben  a(z)   596 című angol Wikipédia-szócikk ezen változatának fordításán alapul.  Az eredeti cikk szerkesztőit annak laptörténete sorolja fel. Ez a jelzés csupán a megfogalmazás eredetét és a szerzői jogokat jelzi, nem szolgál a cikkben szereplő információk forrásmegjelöléseként.